# 5585 Parks
5585 Parks è un asteroide areosecante. Scoperto nel 1990, presenta un'orbita caratterizzata da un semiasse maggiore pari a 2,7128284 UA e da un'eccentricità di 0,3985463, inclinata di 28,58829° rispetto all'eclittica.
L'asteroide è dedicato all'ingegnere aerospaziale statunitense Robert J. Parks.